# Patanga succincta
Patanga succincta, бомбейская саранча — вид саранчи, встречающийся в Индии и Юго-Восточной Азии. Обычно это одиночное насекомое, только в Индии оно демонстрирует роевое поведение. Последнее нашествие этой саранчи в этой стране произошло между 1901 и 1908 годами, с 1927 года её нашествий не наблюдалось. Предполагается, что поведение насекомых изменилось из-за изменения практики использования сельскохозяйственных земель.

## Описание
Только что вылупившиеся личинки бомбейской саранчи имеют зелёный цвет с чёрными пятнами. После того как они вырастут и несколько раз сменят кожу, их окраска становится более разнообразной. Некоторые из них чисто зелёные, а другие — оранжево-коричневые или зелёные с чёрным пятном у основания каждого крылышка. Молодые особи сначала бледно-коричневые с желтоватой полосой на спине и тёмной переднегрудью с двумя светлыми боковыми полосами. Через шесть-восемь недель окрас темнеет и меняется на розовато-красный, что особенно заметно на задних крыльях. Когда на следующий год саранча достигает зрелости, она становится тёмно-коричневой.

## Распространение и среда обитания
Бомбейская саранча встречается в Индии, Юго-Западной Азии и Юго-Восточной Азии. Ареал простирается от Индии и Пакистана до Таиланда, Малайзии, Вьетнама, Японии, Филиппин и Индонезии. Типичная среда обитания — травянистые равнины и грубые, кочковатые луга с кустарниками и редкими деревьями на высоте около 1500 метров (4900 футов). В Индии, где когда-то рои были обычным явлением, их не было с 1927 года; считается, что это связано с изменением землепользования, поскольку площади пастбищ, на которых саранча раньше размножалась, теперь в основном возделываются. В некоторых других частях своего ареала, где саранча не образует стай, она стала после вырубки лесов важным местным вредителем.

## Жизненный цикл
Став взрослой особью, бомбейская саранча впадает в диапаузу, которая длится в течение прохладного сухого сезона. С приходом дождей насекомое становится зрелым и начинает размножаться. Например, на юге Японии саранча находится в состоянии диапаузы с июня по март. Было показано, что именно увеличение продолжительности дня весной вызывает изменение репродуктивного статуса. В Индии саранча размножается в июне и июле, в Малайзии — в августе и сентябре, а в Таиланде — в марте и апреле.
Самки откладывают в мягкую почву от одной до четырёх коробочек, каждая из которых содержит до 150 яиц. Они вылупляются через 4-8 недель, в зависимости от местности, и нимфы проходят около семи стадий развития в течение нескольких месяцев, прежде чем стать неполовозрелыми взрослыми особями. Каждый год появляется одно поколение. В Таиланде молодые личинки питаются короткими травами, но примерно после третьей линьки переходят на такие культуры, как кукуруза. Утром они кормятся на ярком солнце на верхушке растения, к полудню спускаются в более прохладные и тенистые места, а вечером снова поднимаются наверх, собираясь на солнечной западной стороне растения. Неполовозрелые взрослые особи нероящихся популяций собираются на нескольких соседних растениях кукурузы и ненадолго перелетают в другое место, если их потревожить. После сбора урожая кукурузы они возвращаются на пастбища.

## Поведение роения
Бомбейская саранча демонстрировала роевое поведение только в Индии. Последняя эпидемия длилась с 1901 по 1908 год, а последнее нашествие было зафиксировано в 1927 году, и с тех пор структура сельского хозяйства в регионе изменилась. В период роения насекомые проводили прохладный период с ноября по март в лесных районах Западных Гат. В мае, когда начали дуть муссонные ветры, они перемещались на северо-восток в Гуджарат, Индор, Нагпур, Хайдарабад и Восточные Гаты, к тому времени покрыв площадь в 500 000 квадратных километров (190 000 кв. миль). Если в июне не выпадали дожди, саранча продолжала распространяться вместе с ветром, иногда доходя до Ориссы, Бихара и Бенгалии. С наступлением дождей рои разделялись, самки откладывали яйца и насекомые гибли. Коробочки с яйцами обычно закладывались в тяжелые глинистые почвы на пастбищах, на выжженных просяных полях или на свободных полосах земли между полями. Через несколько недель из яиц вылуплялись личинки, и по мере того, как личинки росли и превращались во взрослых крылатых особей, они питались травой или перемещались в созревающие посевы проса. Северо-восточные ветры, дувшие в октябре и ноябре, переносили неполовозрелых взрослых особей обратно в Западные Гаты, где они в основном питались днём и передвигались ночью.